# Juan Fabra y Floreta
Juan Fabra y Floreta (Puigcerdá, 1827-Barcelona, 1906) fue un político español, diputado a Cortes durante el reinado de Isabel II, el Sexenio Democrático y la Restauración.

## Biografía
Nacido en la localidad gerundense de Puigcerdá en 1827, fue presidente del Círculo de la Unión Mercantil, así como concejal del Ayuntamiento de Madrid. Obtuvo escaño de diputado a Cortes en 1865, 1871, 1872, 1876 y 1881. Miembro del partido liberal, el 13 de mayo de 1886 volvió a ser proclamado diputado, esta vez por el distrito de Gerona, cargo que juró el 11 de junio. Volvió al Congreso en 1893 por el mismo distrito electoral.   Falleció en Barcelona hacia mediados de agosto de 1906.